# Barnett McFee Clinedinst
Barnett McFee Clinedinst (12. září 1862, Woodstock – 15. března 1953) byl oficiální fotograf Bílého domu. Clinedinst se narodil ve Woodstocku ve Virginii otci Barnettu M. Clinedinstovi a Mary C. Southové.

## Životopis
V mládí provozoval cirkus a pracoval jako prodavač. Poté se naučil fotografii od svého otce. V roce 1900 si otevřel fotografické studio ve Washingtonu, DC. Stal se fotografem Bílého domu pro prezidenta Williama McKinleye, Theodora Roosevelta a Williama Howarda Tafta.
Zemřel 15. března 1953 v St. Petersburgu na Floridě.

## Fotografie

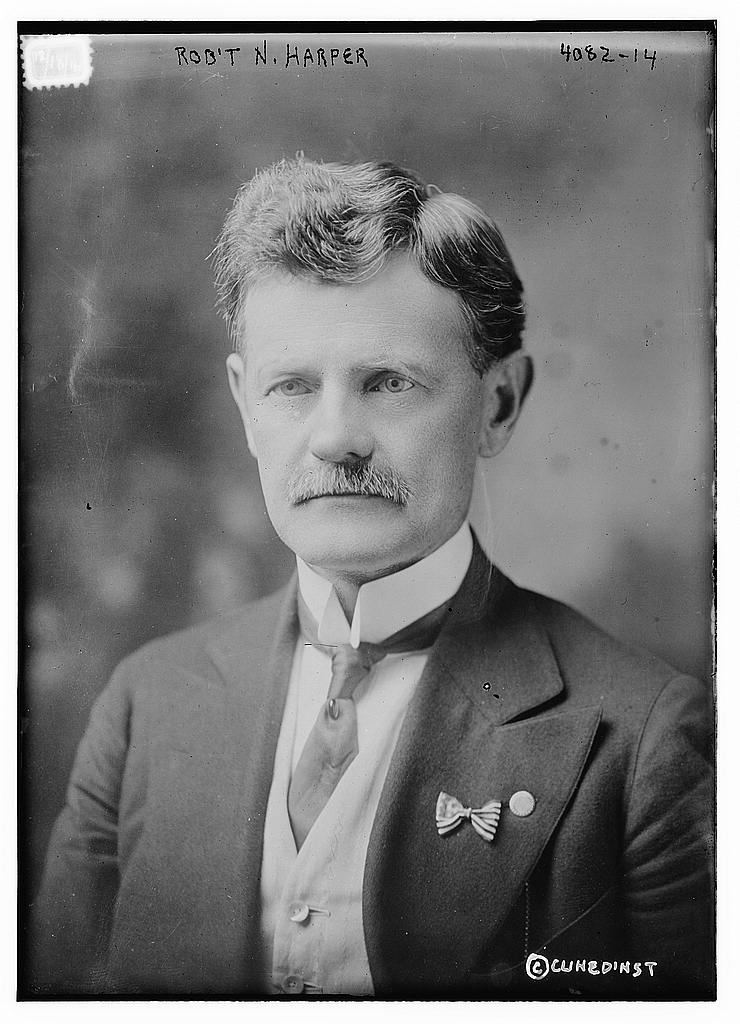
Plukovník Robert Newton Harper
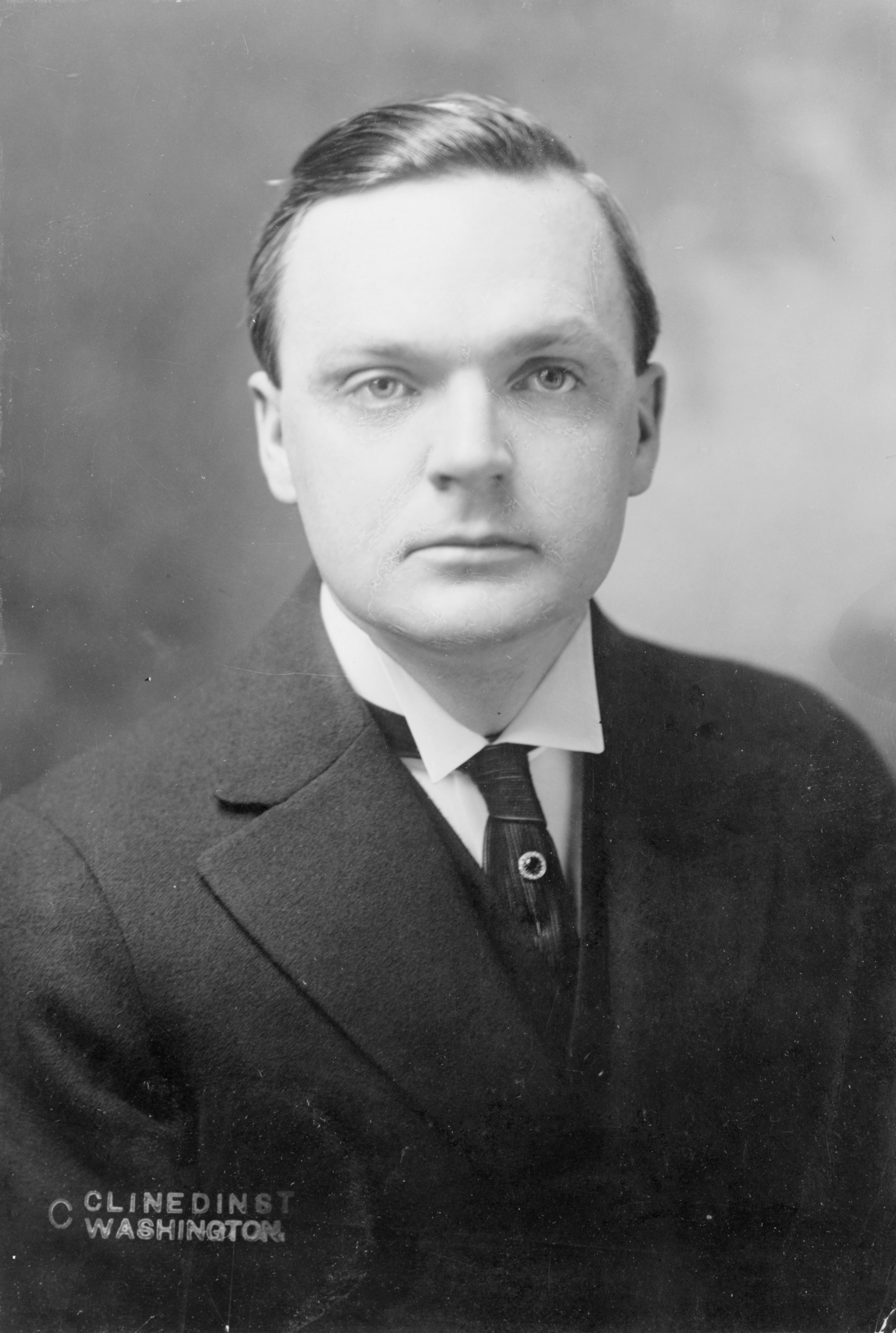
Dudley Field Malone
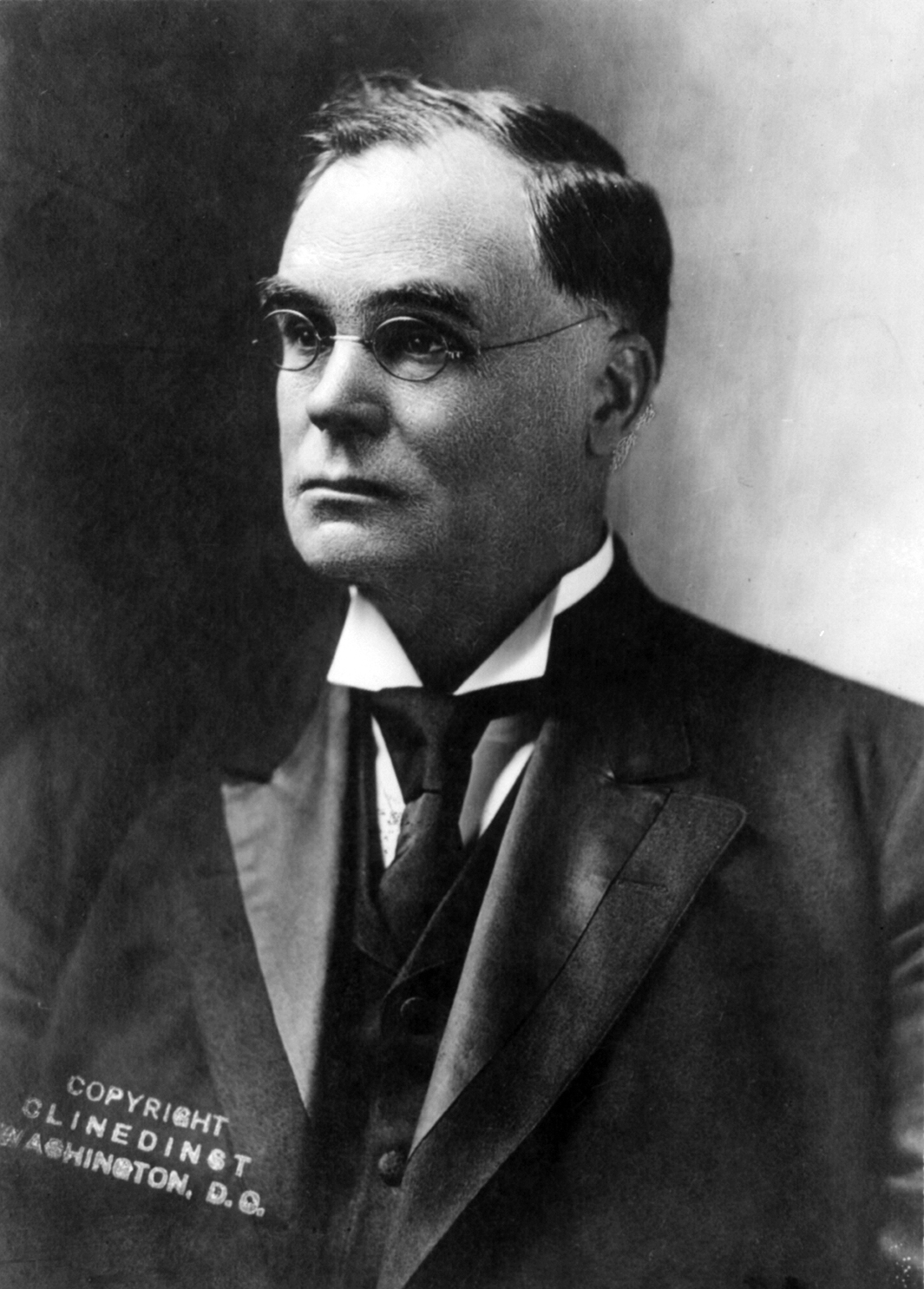
Magnus Johnson
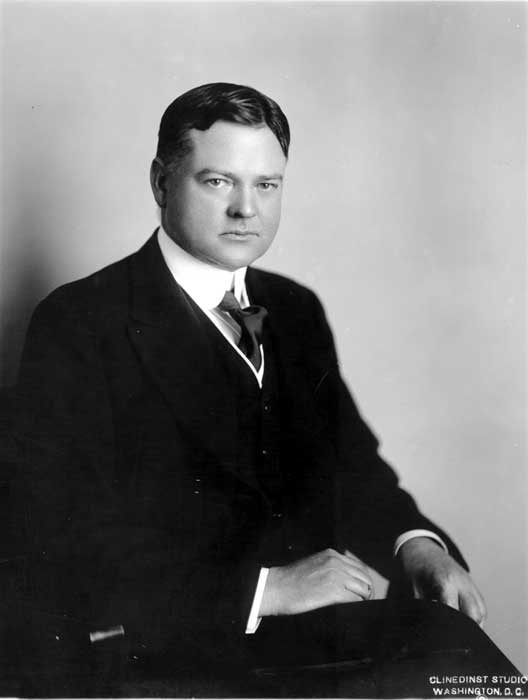
Herbert Hoover
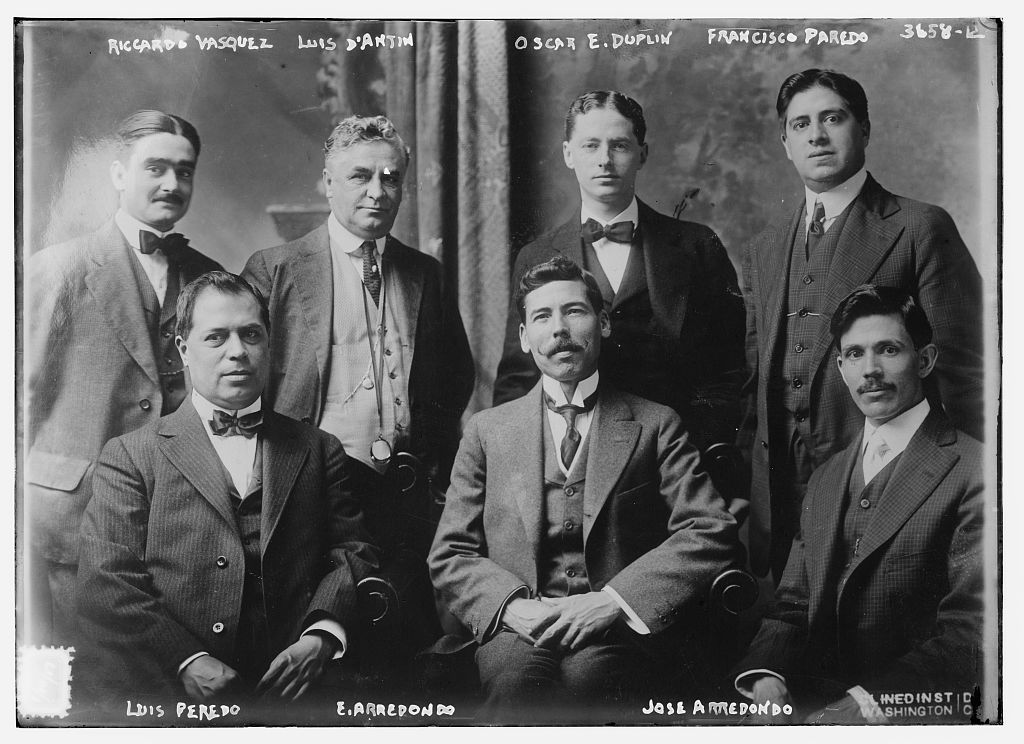
Riccardo Vasquez, Luis D'Antin, Óscar E. Duplán Maldonado, Francisco Peredo, Luis Peredo a Jose Arrendondo
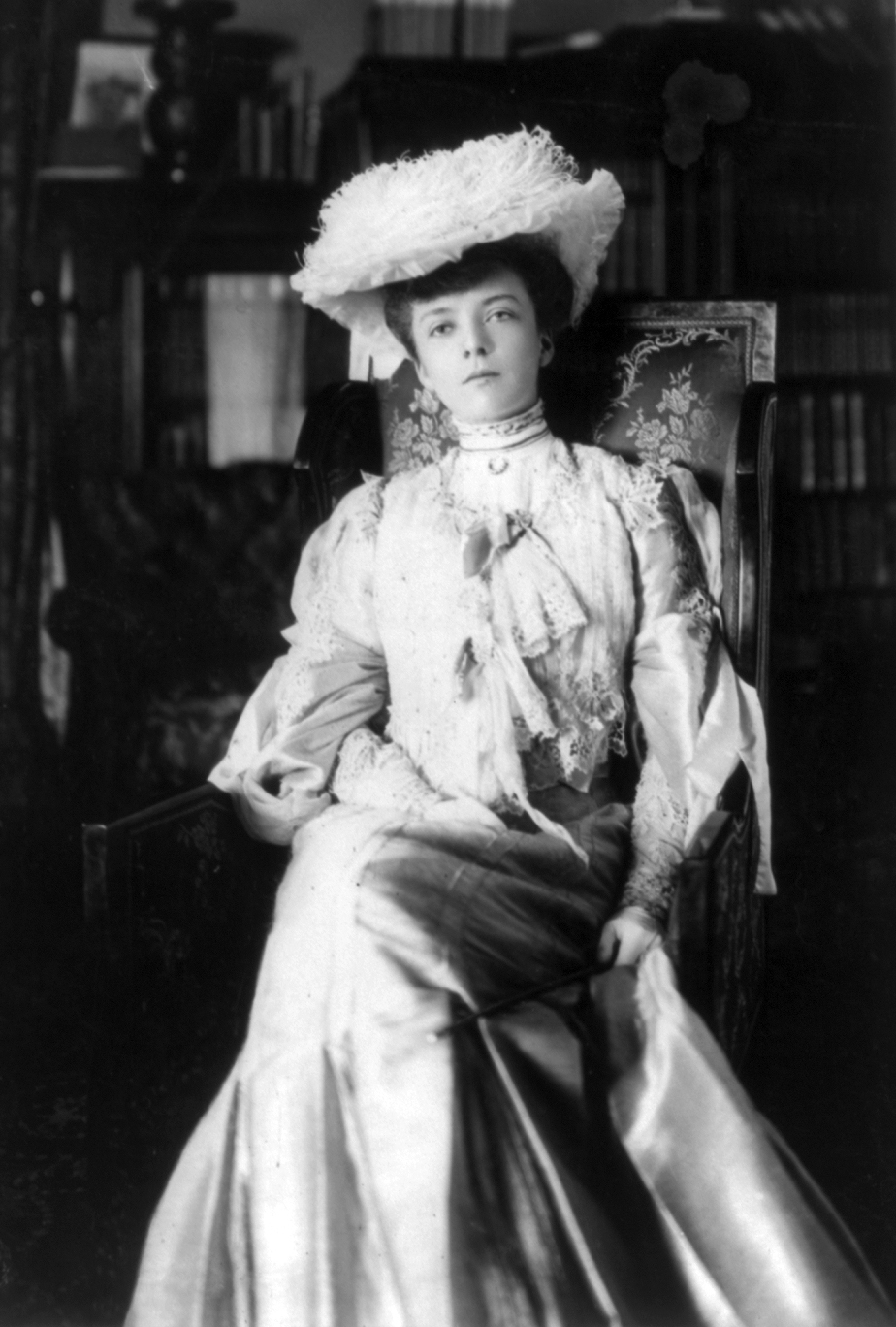
Alice Roosevelt, 1902